# Capriccio
Capriccio (aus dem Italienischen, Mehrzahl it. Capricci, eingedeutscht Capriccios; entsprechend französisch caprice, daraus deutsch Caprice, Kaprice, Kaprize, Mehrzahl Capricen, Kapricen, Kaprizen) bezeichnet Formen der Musik, der Malerei und der Literatur.
Als Begriff der Kunsttheorie bezeichnet es den absichtlichen, lustvollen Regelverstoß, die phantasievolle, spielerische Überschreitung der akademischen Normen, ohne die Norm außer Kraft zu setzen. In die Kunstgeschichte führte den Begriff Giorgio Vasari ein, der ihn für all das verwendete, was dem Kunstkanon seiner Zeit widersprach. Laut Werner Hofmann stammen viele Freiheiten, die sich die moderne Kunst nimmt, „aus dem Zeichen- und Rezeptionsangebot des Capriccio“.

## Etymologie
Die Herkunft des Wortes ist ungeklärt. Das Etymologische Wörterbuch der deutschen Sprache von Friedrich Kluge vermutet eine Kombination von italienisch capo (Kopf) und riccio (Igel, Seeigel), woraus sich die Bedeutung „Wirrkopf“ oder „eigensinniger, launischer Mensch“ ableiten lässt.
Im modernen Sprachgebrauch gibt es folgende Bedeutungsvarianten:
- il capriccio (italienisch) = Laune, Schrulle
- le caprice (französisch) = die Laune
- kapriziös = launisch, scherzhaft, eigenwillig

## Musik
Das Capriccio ist ein Musikstück von freiem, spielerischem und scherzhaftem Charakter, das sich wenig bis gar nicht an tradierten musikalischen Formen orientiert. Zu den frühen Beispielen gehören das Capriccio auf die Abreise des geliebten Bruders für Cembalo BWV 992 (ca. 1705) von Johann Sebastian Bach und ein Capriccio von Johann Anton Losy von Losinthal († 1721). 
Des Geigers Pietro Locatellis (1695–1764) Opus 3: L’Arte del Violino; XII Concerti Cioè, Violino solo, con XXIV Capricci ad libitum. Amsterdam 1733 enthält unter diesem Begriff anspruchsvolle Kadenzen für den Konzertsolisten.
Das Capriccio Die Wut über den verlorenen Groschen schrieb Ludwig van Beethoven ca. 1795/98. Beispiele für Violine solo sind die 42 Etuden und Capricen (1796) von Rodolphe Kreutzer und die 24 Capricci op. 1 (ca. 1795/98) (Erstdruck 1820) von Niccolò Paganini, dessen a-Moll Caprice besonders  populär wurde, als sie in mehreren Paganini-Variationen späterer Zeitgenossen für Klavier variiert wurde. Für die Gitarre schrieben unter anderem Matteo Carcassi (1792–1853) und Luigi Legnani (1790–1877) Capriccios bzw. Capricen. Für Orchester entstanden das Capriccio Italien (1879/80) von Pjotr Tschaikowski und das Capriccio espagnol (1887) von Nikolai Rimski-Korsakow. Richard Strauss spielt in seiner letzten Oper (uraufgeführt 1942) mit dem Titel Capriccio. Ein Konversationsstück mit Musik auf dieses musikalische Genre an.

## Malerei und Graphik

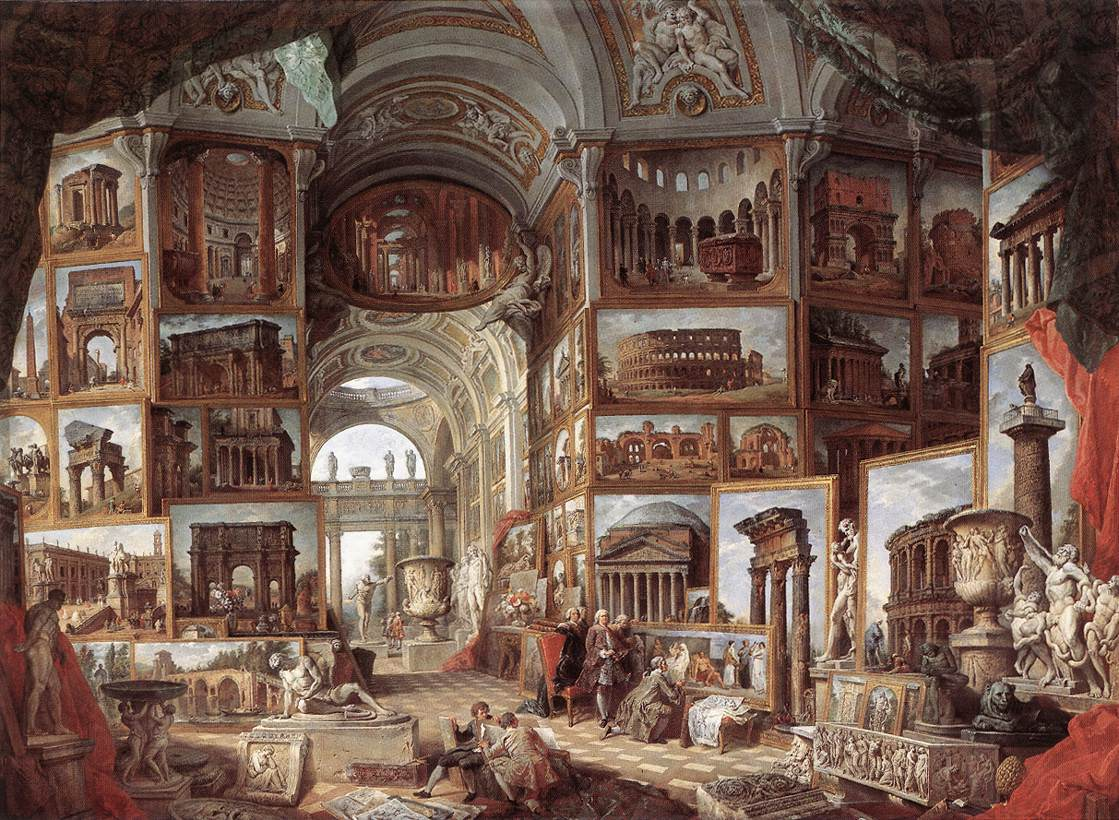
Capriccio von Rom
(Giovanni Paolo Pannini, 1758)

In der Druckgraphik des Barock bezeichnet der Begriff eine Folge von Blättern mit einem Deckblatt in kleinem Format, die ohne programmatische Gebundenheit improvisierte Szenen zeigen und die, ohne sich auf eine Ordnung festzulegen, von einem Bildgegenstand zum nächsten übergehen.
Der Begriff wurde von Jacques Callot eingeführt, der eine 1617 entstandene Serie von Radierungen für den Herzog Cosimo II. de’ Medici Capricci di varie figure nannte.
Ein berühmter Capriccio-Maler und -Graphiker ist Giovanni Battista Piranesi; neben den berühmten Carceri („Kerker“), die an und für sich reine Architekturvisionen sind, hat Piranesi auch zahlreiche römische Porträts und Architekturelemente auf seinen Vedutenstichen willkürlich zusammengestellt. Oft sind diese Capricci die einzigen Dokumente verlorener antiker Kunstwerke.

## Weiterführende Literatur
- Kurt Wölfel: Capriccio. In: Ästhetische Grundbegriffe, Bd. 7, Stuttgart 2010, S. 66 ff.
- Roland Kanz: Die Kunst des Capriccio. Kreativer Eigensinn in Renaissance und Barock (=Kunstwissenschaftliche Studien 103). Deutscher Kunstverlag, München u. a. 2003, ISBN 3-422-06392-7, (Zugleich: Düsseldorf, Univ., Habil.-Schr., 2000).
- Ekkehard Mai, Joachim Rees (Hrsg.): Kunstform Capriccio. Von der Groteske zur Spieltheorie der Moderne (=Kunstwissenschaftliche Bibliothek 6). König, Köln 1998, ISBN 3-88375-291-6.